# Good Morning Good Morning
Good Morning Good Morning (Lennon/McCartney) är en låt av The Beatles från 1967.

## Låten och inspelningen
John Lennon har senare avfärdat denna sin komposition som en utfyllnadslåt som dock behövde fem olika tillfällen för att färdigställas (8 och 16 februari, 13, 28 och 29 mars). Lennon jobbade ofta med TV:n på och irriterades alltmer på all reklam som han råkade se varvid han lät den inspirera honom till denna låt där han öser ur sig sin frustration över vardagslivets alla mödor. Tempot är högt, och den spydiga texten skär sig mot den hurtiga refrängen med pålagda ljudeffekter med djur från en bondgård. Paul McCartney åstadkommer ett för honom synnerligen vasst gitarrsolo mot slutet av låten. Medlemmar ur studiogruppen Sounds Incorporated (Barrie Cameron, David Floyd och Alan Lee på sax samt John Lee på valthorn) sköter det som låter som jaktsignaler mot slutet av låten då den mer och mer övergår i kakofoni. Låten kom med på LP:n Sgt. Pepper's Lonely Hearts Club Band, som utgavs i England och USA 1 juni respektive 2 juni 1967.